# 于会文
于会文（1968年10月—），男，满族，辽宁绥中人，中华人民共和国政治人物，中国共产党党员，第十三届全国人民代表大会四川地区代表。中共第二十届中央候补委员。

## 生平
2018年2月24日，当选为第十三届全国人大代表。2022年5月，当选为中共重庆市委常委。同年6月，任中共重庆市万州区委书记。
2024年4月，调离重庆市，出任中华人民共和国生态环境部党组成员、副部长。